# 羅漢腳
羅漢腳（羅漢跤仔）；行為屬於Lōng-liu-lian（浪溜嗹）、Phû-lōng-kòng（浮浪貢），本指於台灣清治時期無固定職業男性遊民的俗稱，《噶瑪蘭廳志》引用《問俗錄》對此群體有如此描述：「臺灣一種無田宅無妻子，不士不農，不工不賈，不負載道路，俗指謂羅漢腳。嫖賭摸竊，械鬥樹旗，靡所不為。曷言乎羅漢腳也？謂其單身遊食四方，隨處結黨；褲衫不全，赤腳終生也
。」，到了現代也衍伸指沒有結婚的男子。

## 詞源
羅漢一詞本為佛教術語，劉妮玲認為跣足赤膊，衣衫不整是羅漢的特徵，故以羅漢腳來形容遊民，林丁國也抱持類似的看法。曹銘宗則是認為到處流浪的羅漢腳，因晚上睡在廟裏的羅漢雕像腳下而得名。不過蔡惠琴則參考日治時期的文獻《臺灣の賭博と無賴漢》，認為羅漢腳本字為路漢腳，用以形容遊民停留路邊休息、睡臥或等待被僱傭的情況，再由當時的士人階級聽民間臺語，轉音寫成羅漢腳。

## 形成背景
清治初期對於移民台灣的限制十分嚴格。依據當時的渡台禁令，移民台灣首要條件，就是需由台廈道道員、台灣海防同知審驗與批准；再來就是渡台者不准攜帶家眷。雖然期間內有3次暫時開放攜眷的政策，但仍須申請照票，因層層設限而成效不好。一般民眾欲攜眷仍以偷渡為主，但偷渡有風險，女眷渡台意願不高，造成了當時社會男多女少，性別比例嚴重失衡，此現象從康熙到乾隆初年一直存續。
另一方面，因清政府對渡台的限制，有身家妻小、積蓄的民眾大多不會想冒險渡臺，而對福建、廣東一帶的無業遊民來說，於台灣謀生不但可溫飽，還有機會致富，因此渡台者大多是此類群體，這些人在渡台前已是單身，渡台後面臨社會上男多女少的情況也難以結婚，種種因素下社會便充斥一群單身、無固定職業、居無定所的遊民，即成為俗稱的「羅漢腳」。
雖然康熙、雍正年間社會已有遊民、男女比例失衡現象，但此時文獻尚未出現羅漢腳一詞，而是直到1760年-1762年間，才首次由孫霖在〈赤崁竹枝詞〉記載，有羅漢腳在民間舉行搶孤時結夥打鬥。此係清治初期時，遊民渡台後可輕易找到工作，較少在路邊遊蕩。直到乾隆中期以後，因人口增加而找工作困難，在路邊等待工作機會的遊民變多，才開始流傳此一稱呼。

## 形象
清代官方文獻，描述的羅漢腳大多是負面形象，這是因為清代統治階級，認為定居從事農耕、循規蹈矩的百姓是比較容易控制的順民，而像遊民四處流浪、無正業、不遵循傳統禮教，則被認為難以掌控、容易傾向犯罪。特別在發生黃教事件之後，清代官方開始把羅漢腳看成是造成社會動盪的因素，往後有發生大規模的社會動盪，官員報告也常會提到羅漢腳的涉入。故在當時士人的紀錄下，械鬥、搶劫、街市遊蕩為羅漢腳主要的3項社會行為，對士人階級而言，羅漢腳是特別指遊民當中的犯法亂紀者，與民間單純指羅漢腳為無固定住所的遊民，有不小的落差。
當時台灣民間習慣以械鬥解決紛爭，頻繁的暴力打鬥很需要人手，但是械鬥帶來的傷亡，促使一般平民不太願意主動投入。羅漢腳又有單身、勇健、冒險重利的特質，正好滿足了械鬥所需的人力，羅漢腳也可以此獲得食物或金錢報酬，同時械鬥也是趁亂搶劫的好機會，當時便有羅漢腳會主動散佈械鬥的謠言，等居民逃亡別處時，再趁機攔截搶劫。另外羅漢腳也有詐騙、勒索等行為，根據一座於1767年立的碑文〈嚴禁棍徒藉屍嚇騙差查勒索碑〉，有羅漢腳會故意將快死的乞丐丟在某戶家門前，等到人死去後再趁機勒索喪葬處理費。不過蔡惠琴根據《明清宮藏臺灣檔案匯編》所收錄從1798年到1838年共655人的犯罪者口供，分析犯罪者為單身的比例只有20%，以此推論雖然羅漢腳有不法行為，但並非造成治安敗壞的主因。
另一方面，羅漢腳雖然不是正式的勞動者，但也會從事臨時工，舉凡開闢荒地、砍柴伐木、挑鹽走販、僱傭挑夫都有羅漢腳參與，也有在年節或迎神賽會時，擔任扛轎、扛大旗、扮神將、放鞭炮等雜務，也有替喪家執幡旗、押開路神到墓地等等。《噶瑪蘭廳志》也提到羅漢腳對開墾荒地則扮演重要角色，當時會冒險越界開墾的也只有羅漢腳，因此羅漢腳也不完全是遊手好閒、毫無生產力，對於一般平民的社會運作也其有一定程度的貢獻。往後到了清末隨著商業貿蓬勃發展，提升勞動力的需求，以致清末時犯罪游手已沒有無婚、停睡路邊等待僱傭的情形，羅漢腳帶有違法亂紀的形象開始被流氓這一詞所取代，到了現代只剩下形容過適婚年齡仍然單身的男子。

## 引用
1. ↑  林丁國，第26页
2. ↑  陳淑均，第28-29页
3. ↑  蔡惠琴，第21页
4. ↑  蔡惠琴，第8-9页
5. ↑  朱曼云，第1页
6. ↑  劉妮玲，第14页
7. ↑  林丁國，第10页
8. ↑  曹銘宗，第209页
9. ↑  蔡惠琴，第22页
10. ↑  簡炯仁，第90页
11. 1 2  蔡惠琴，第15-16页
12. 1 2  蔡惠琴，第18-20页
13. ↑  蔡惠琴，第20-21页
14. ↑  蔡惠琴，第7、23页
15. ↑  朱曼云，第8-9页
16. 1 2  蔡惠琴，第23页
17. ↑  張家進，第89页
18. ↑  朱曼云，第23页
19. ↑  朱曼云，第28页
20. 1 2  蔡惠琴，第29页
21. 1 2  蔡惠琴，第33页
22. ↑  蔡惠琴，第35页
23. ↑  朱曼云，第11-12页
24. ↑  蔡惠琴，第78页
25. ↑  蔡惠琴，第79页
26. ↑  蔡惠琴，第97页
27. 1 2  林丁國，第58页
28. ↑  陳淑均，第230页
29. ↑  蔡惠琴，第44页
30. ↑  蔡惠琴，第50-51页
31. ↑  蔡惠琴，第105-106页

## 參閱
- 孤魂信仰

## 外部連結
- 浪溜嗹 （页面存档备份，存于）